# Samir Abaakil
Samir Abaakil, né le 5 juin 1970 à Taza au Maroc, est un arbitre international marocain de basket-ball. Il est international depuis 2004. Il a participé aux Jeux olympiques de Londres et à quatre championnats du monde. Il a participé à trois championnats d'Afrique des nations et quatre championnats d'Afrique de clubs champions. Il a sifflé 19 finales au Maroc. 
il est également professeur agrégé, actuellement il occupe le poste de chef de Division de la promotion du sport Scolaire au ministère de l'éducation  nationale et  de la formation  professionnelle. Il a été nommé en tant que secrétaire général de la fédération internationale du sport Scolaire lors de l'assemblée générale de l'ISF en Turquie en mois de mai 2016.

## Compétitions
- 2005 : Jeux méditerranéens, Almería, Espagne
- 2009 : Championnat d'Afrique de basket-ball, Libye[1]
- 2009 : Championnat du monde de basket-ball féminin moins de 19 ans, Thaïlande
- 2010 : Championnat du monde de basket-ball masculin, Turquie
- 2011 : Championnat du monde de basket-ball masculin moins de 19 ans, Lettonie
- 2012 : Jeux olympiques d'été, Londres
- 2013 : Afrobasket 2013, Abidjan, Côte d'Ivoire
- 2014 : NBA Summer League 2014, États-Unis[2]